# Cirriformia chefooensis
Cirriformia chefooensis är en ringmaskart som beskrevs av Grube 1877. Cirriformia chefooensis ingår i släktet Cirriformia och familjen Cirratulidae. Inga underarter finns listade i Catalogue of Life.